# Titia Ex

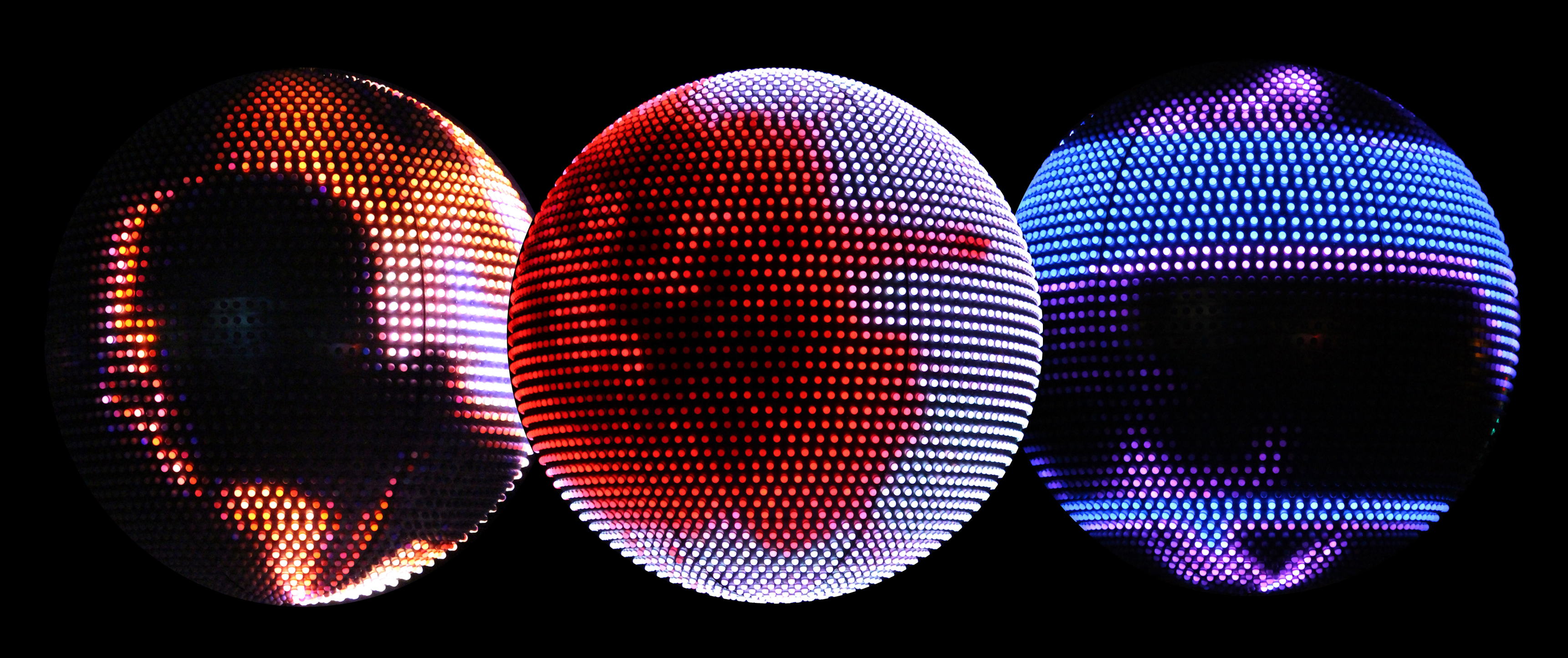
The Walk, première 2012, led-displays met geprogrammeerde videobeelden

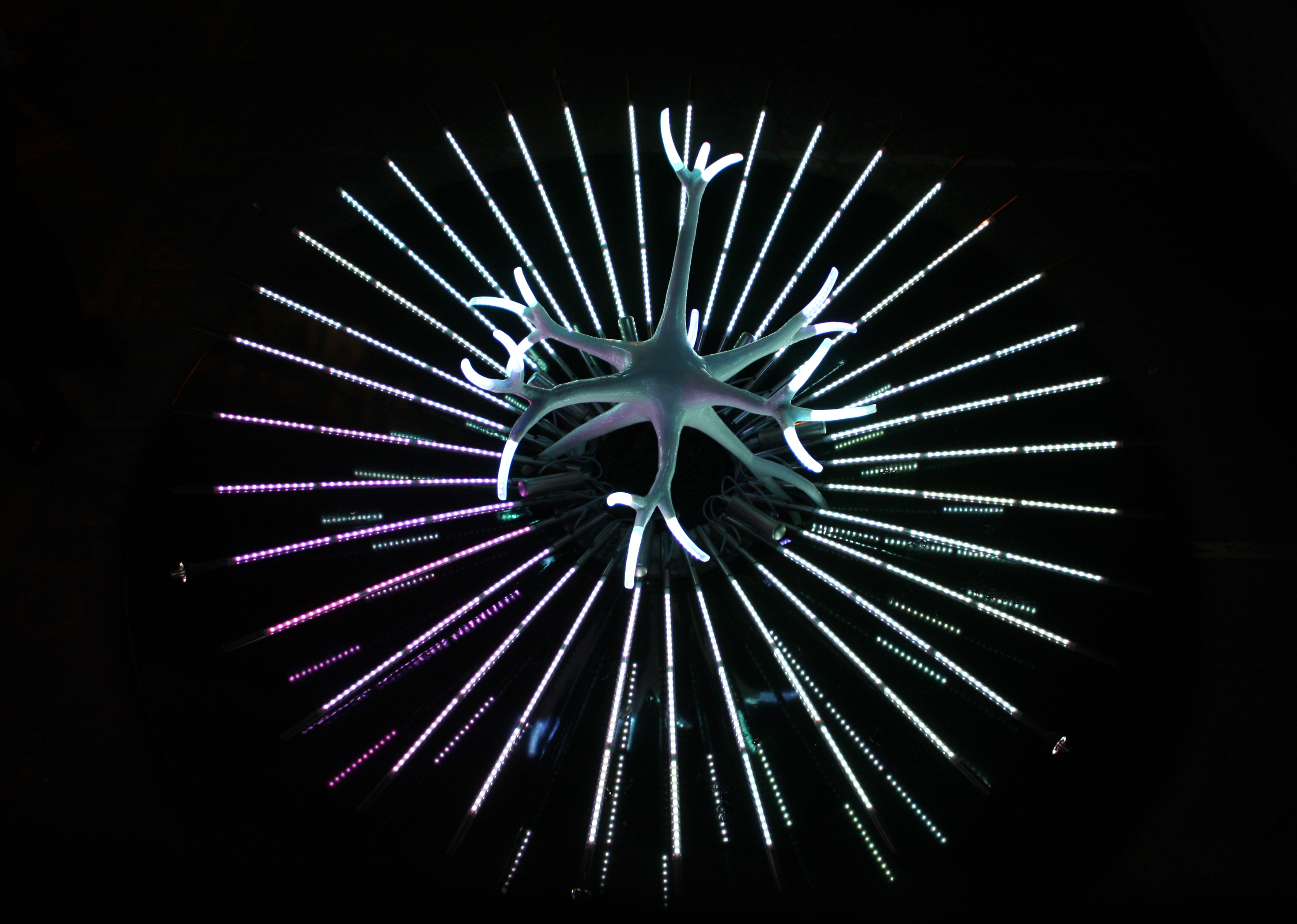
Bloem uit het Universum / Flower from the Universe, première 2010, glas, leds en sensoren, interactief

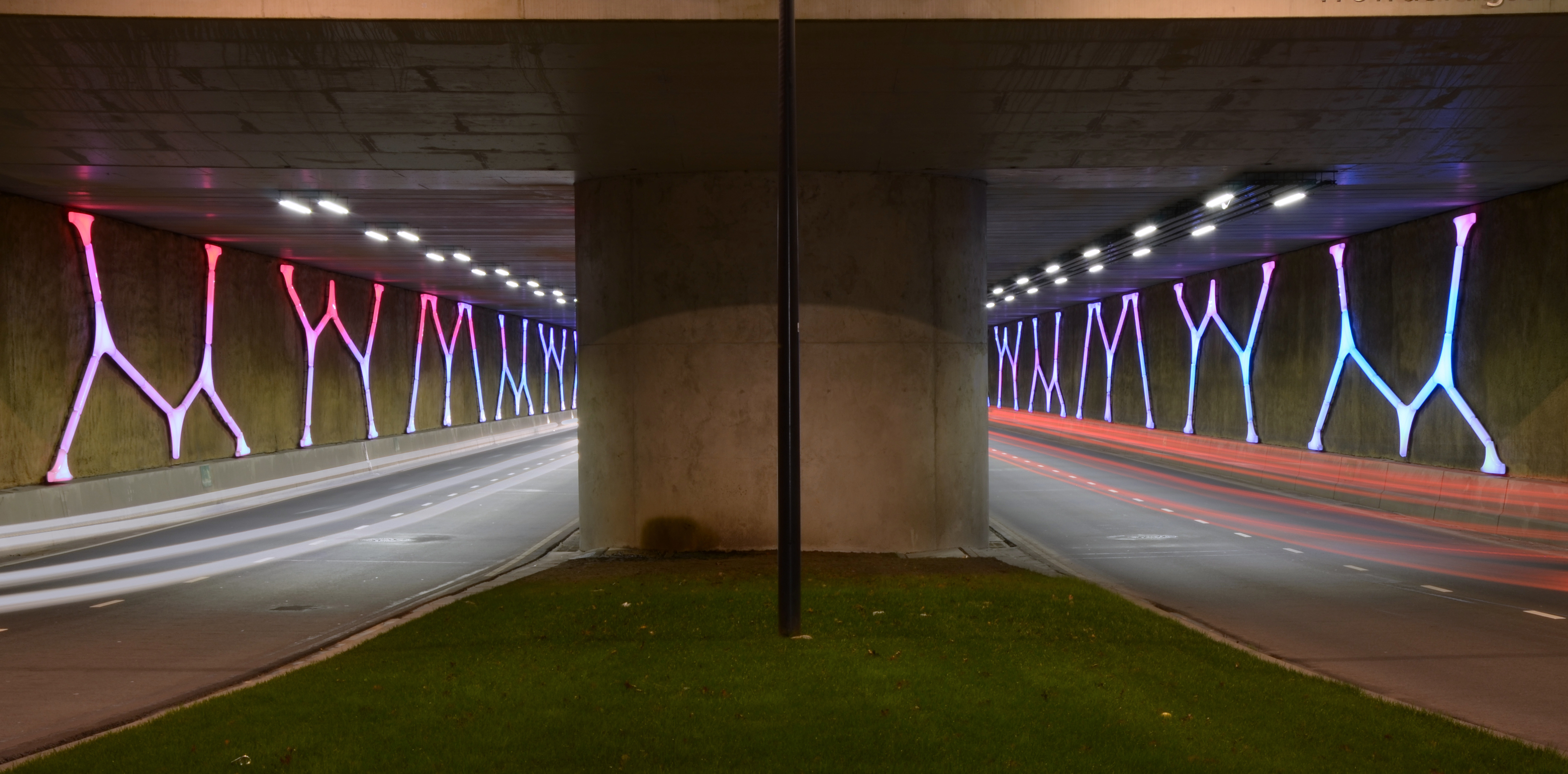
"Dolmen Light", 2015, Hondsrugtunnel, Emmen

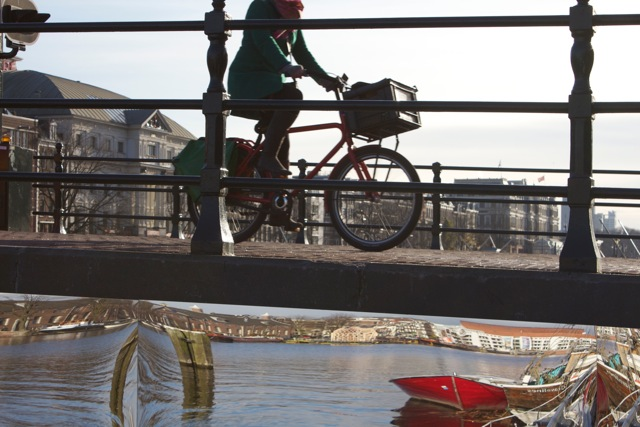
Appears@Amsterdam, 2012-2013, Amsterdam Light Festival

Titia Ex (Terwinselen, 2 november 1959) is een Nederlandse kunstenares die monumentale lichtinstallaties en filmwerken maakt. Haar werk wordt gerekend tot de conceptuele kunst en is geplaatst zowel in de openbare ruimte als in gebouwen. Zij woont en werkt in Amsterdam maar haar werk wordt internationaal vertoond. De Duitse televisiezender Deutsche Welle presenteerde Ex en vier andere Europese kunstenaars in 2010 als 'Meesters van het licht' (Meister des Lichts).

## Biografie
Titia Ex bezocht de Rijksakademie in Amsterdam. Daarna, in 1989, was zij artist in residence aan de Musashino Art Universiteit in Tokio.

## Werk
Ex, in het begin van haar carrière gericht op film en fotografie, experimenteert met licht in de ruimste zin; met natuurlijk licht en kunstlicht, met verschillende lichtbronnen, vooral neon en led en verschillende materialen. "Met neon kun je tekenen" zegt de lichtkunstenares in een interview. De objecten van Ex staan niet op zichzelf, want de geschiedenis, het gebruik van de ruimte en het perspectief van de bezoekers spelen eveneens een belangrijke rol. Met haar installaties wil Ex toeschouwers een onverwachte perceptie van tijd en ruimte aanbieden. Haar monumentale werk is te zien op meerdere plekken in de openbare ruimte. Titia Ex brak internationaal door met de interactieve, dynamische installatie Bloem uit het Universum / Flower from the Universe.

## Internationale prijzen
Titia Ex won de volgende prijzen:
- 2013 The Waiting wint de 2013 CODA-Award in de categorie Landschap.[4]
- 2013 The Halo wint the 2013 CODA-Award in de categorie Liturgical, the Merit Award.[5]
- 2015 Dolmen Light wint de 2015 Lamp Lighting Solutions Award in de categorie Urban and Landscape Lighting.[6]
- 2016 Dolmen Light wint de 2016 The People's Choice Award tezamen met gemeente Emmen en Studio DL voor centrum vernieuwing Emmen. Tevens derde prijs vakjury Seoul 2016.

## Geselecteerd werk
Een aantal werken van haar:
- Juicy light (2017); Interactieve lichtinstallatie Ten Katestraat/markt in Amsterdam.
- Appears@Amsterdam (2012-2013); Ex kreeg voor het Amsterdam Light Festival de opdracht de Magere Brug op een bijzondere manier te belichten. Ze bekleedde een van de bekendste boegbeelden van Amsterdam met flexibel spiegelend plaatmateriaal. De installatie was te zien binnen het kader van het kunstproject Boulevard of Light.
- The Walk (2012); Installatie in de vorm van een globe, met 35.000 leds die als pixels in een beeldscherm videosequenties uitstralen in een eindeloze loop. Deze globe is door Philips Color Kinetics[7] ontwikkeld en Ex creëerde The Walk voor de openingstentoonstelling van het Light Art Center in Eindhoven in 2012. Het werk is geïnspireerd op La Divina Commedia van Dante Alighieri en de naam refereert aan de reis naar de hel, de louteringsberg en het paradijs.
- Bloem uit het Universum (2009); Gebruikmakend van hightech bouwde Titia Ex in 2009 een interactief kunstwerk waarmee ze internationaal bekend werd. Bestanddelen zijn onder meer sensoren, handgevormd glas en gekleurd licht (leds).
- Station Den Bosch (1998); Lichtanimatie; handgevormd glas met neon, 22 x 7 meter, bevestigd boven de ingang van de hal van station 's-Hertogenbosch.
- Stoelendans (1994); Installatie op het dak van een wegrestaurant aan de Zutpensestraat in Apeldoorn. Dertien uit neonbuizen gevormde stoelen lijken te dansen door de programmering van het gekleurde licht dat aan en uit gaat.

## Tentoonstellingen
Kunstwerken van Titia Ex waren op verschillende tentoonstellingen te zien.

- Jerusalem Light Festival, Flower of the Universe.[8]
- Londen, Kinetica Art Fair, Flower of the Universe.[9]
- Istanboel, Nederlands Consulaat-Generaal, Beyaz Gül (Witte Roos).
- Amsterdam, Nederlands Kamerkoor – Oude Kerk, Maria Ontslaping.
- Eindhoven, Glow-S Light Art Center, The Walk.
- Amsterdam, Magere Brug, Water & Light festival, Appears@Amsterdam.

Titia Ex' werk is ook vertoond in Berlijn, Frankfurt am Main, Tokio, Brussel en New York.